# Daniele Franceschini
Daniele Franceschini (Roma, 13 gennaio 1976) è un allenatore di calcio ed ex calciatore italiano, di ruolo centrocampista, commissario tecnico della nazionale Under-17 italiana.

## Carriera

### Giocatore
Daniele Franceschini è un ex calciatore che ha disputato un buon numero di partite in serie A. Era considerato un jolly dai suoi allenatori poiché riusciva a ricoprire sia il ruolo di centrocampista centrale che laterale ed all'occorrenza poteva posizionarsi come centrale difensivo di sinistra.
Cresciuto nel settore giovanile della Lazio, fa il suo esordio in Serie A proprio con la maglia biancoceleste, il 21 aprile 1996 contro la Sampdoria, nella partita terminata con il risultato di 3-3.
Nella stagione 1996-1997 viene girato in prestito al Castel di Sangro, allora militante in Serie B, dove disputa 8 gare. L'anno successivo si trasferisce al Foggia, sempre nella serie cadetta: nella squadra pugliese gioca con continuità, disputando 34 partite condite da 2 gol.
Nel 1998 viene acquistato dal Chievo Verona, dove disputa due stagioni, fino ad ottenere, nel 2001, una storica promozione nella massima serie.
Con la maglia del Chievo Verona esordisce in Coppa UEFA il 19 settembre 2002 in occasione di Stella Rossa-Chievo Verona (0-0).
A Verona rimane ancora per due anni, fino a quando, nel gennaio 2004, si trasferisce al Lecce, ancora in Serie A, dove disputa 15 partite, segnando 2 gol e contribuendo al raggiungimento della salvezza della squadra salentina. Successivamente fa il suo ritorno a Verona, dove disputa altre due stagioni finché, nel 2006, si accorda con la Sampdoria. Con la maglia blucerchiata realizza 6 reti in 36 gare, stabilendo così il suo nuovo record in fatto di segnature.
Nella stagione 2007-2008 il nuovo tecnico della Sampdoria Walter Mazzarri, adoperando come modulo il 3-5-2, gli affida l'inedito ruolo di centrocampista del centro-sinistra e grazie a questa nuova posizione diventa un titolare inamovibile e una pedina importante della Sampdoria. Riesce anche a realizzare 2 gol: il primo il 10 febbraio 2008 contro il Napoli (incontro vinto dalla Sampdoria per 2-0), il secondo il 22 marzo contro il Cagliari pareggiando al 91' minuto il vantaggio rossoblù di Pasquale Foggia.
Nella stagione 2008-2009 è riuscito ad andare a segno il 21 settembre contro la sua ex squadra, il Chievo Verona, nell'incontro terminato 1-1 a Marassi.
Il 30 giugno 2010, la Sampdoria annuncia che il suo contratto giunto in scadenza non sarà rinnovato, diventando così svincolato.
Il 2 settembre 2010 Franceschini firma un contratto biennale con l'Atletico Roma che milita in Lega Pro Prima Divisione.
Nell'estate 2011 a causa del fallimento della società dell'Atletico Roma, il centrocampista si trova svincolato.
L'ultima chiamata della carriera arriva dal Piacenza con cui disputa 5 gare prima di chiudere definitivamente la carriera.
Tramite un'intervista apparsa il 12 ottobre 2011, il centrocampista annuncia il ritiro dal calcio giocato, complice anche la mancanza di un ingaggio con i campionati ormai iniziati.

### Allenatore
Il 10 dicembre 2012 inizia a frequentare a Coverciano il corso di abilitazione per il master di allenatori professionisti Prima Categoria-Uefa Pro.
Il 10 agosto 2013 viene ufficializzato il suo ingaggio da parte della Lazio come allenatore della squadra dei Giovanissimi Nazionali biancocelesti. L'annata successiva siede invece sulla panchina degli Allievi Nazionali.
Il 27 febbraio 2016, viene chiamato sulla panchina del Martina al posto dell'esonerato Marco Cari.
Il 4 agosto 2017 diventa il nuovo commissario tecnico della Nazionale italiana Under-18. Dopo una parentesi sulla panchina della nazionale Under-20 italiana, torna a guidare la Nazionale Under-18 per 5 anni, dal 2020 al 2025. Il 17 luglio 2025, viene nominato ct della nazionale Under-17 italiana.

## Statistiche

### Presenze e reti nei club
| Stagione         | Squadra          | Campionato       | Campionato | Campionato | Coppe nazionali | Coppe nazionali | Coppe nazionali | Coppe continentali | Coppe continentali | Coppe continentali | Altre coppe | Altre coppe | Altre coppe | Totale | Totale |
| Stagione         | Squadra          | Comp             | Pres       | Reti       | Comp            | Pres            | Reti            | Comp               | Pres               | Reti               | Comp        | Pres        | Reti        | Pres   | Reti   |
| ---------------- | ---------------- | ---------------- | ---------- | ---------- | --------------- | --------------- | --------------- | ------------------ | ------------------ | ------------------ | ----------- | ----------- | ----------- | ------ | ------ |
| 1995-1996        | Lazio            | A                | 2          | 0          | CI              | -               | -               | CU                 | -                  | -                  | -           | -           | -           | 2      | 0      |
| 1996-gen.1997    | Lazio            | A                | 1          | 0          | CI              | -               | -               | CU                 | -                  | -                  | -           | -           | -           | 1      | 0      |
| Totale Lazio     | Totale Lazio     | Totale Lazio     | 3          | 0          |                 | -               | -               |                    | -                  | -                  | -           | -           | -           | 3      | 0      |
| gen.-giu.1997    | Castel di Sangro | B                | 8          | 0          | CI              | -               | -               | -                  | -                  | -                  | -           | -           | -           | 8      | 0      |
| 1997-1998        | Foggia           | B                | 34         | 2          | CI              | 4               | 0               | -                  | -                  | -                  | -           | -           | -           | 38     | 4      |
| 1998-1999        | Chievo           | B                | 35         | 4          | CI              | 4               | 1               | -                  | -                  | -                  | -           | -           | -           | 39     | 5      |
| 1999-2000        | Chievo           | B                | 34         | 2          | CI              | 4               | 0               | -                  | -                  | -                  | -           | -           | -           | 38     | 2      |
| 2000-2001        | Chievo           | B                | 11         | 2          | CI              | 3               | 1               | -                  | -                  | -                  | -           | -           | -           | 14     | 3      |
| 2001-2002        | Chievo           | A                | 19         | 0          | CI              | 3               | 0               | -                  | -                  | -                  | -           | -           | -           | 22     | 0      |
| 2002-2003        | Chievo           | A                | 33         | 4          | CI              | 2               | 1               | CU                 | 2                  | 0                  | -           | -           | -           | 37     | 5      |
| 2003-gen.2004    | Chievo           | A                | 8          | 0          | CI              | 1               | 0               | -                  | -                  | -                  | -           | -           | -           | 9      | 0      |
| gen.-giu.2004    | Lecce            | A                | 15         | 2          | CI              | -               | -               | -                  | -                  | -                  | -           | -           | -           | 15     | 2      |
| 2004-2005        | Chievo           | A                | 30         | 0          | CI              | -               | -               | -                  | -                  | -                  | -           | -           | -           | 30     | 0      |
| 2005-2006        | Chievo           | A                | 36         | 4          | CI              | 3               | 0               | -                  | -                  | -                  | -           | -           | -           | 39     | 4      |
| Totale Chievo    | Totale Chievo    | Totale Chievo    | 206        | 16         |                 | 20              | 3               |                    | 2                  | 0                  |             | -           | -           | 228    | 19     |
| 2006-2007        | Sampdoria        | A                | 36         | 6          | CI              | 8               | 0               | -                  | -                  | -                  | -           | -           | -           | 44     | 6      |
| 2007-2008        | Sampdoria        | A                | 30         | 2          | CI              | 4               | 0               | Int+CU             | 0+1                | 0                  | -           | -           | -           | 35     | 2      |
| 2008-2009        | Sampdoria        | A                | 29         | 1          | CI              | 5               | 0               | CU                 | 7                  | 0                  | -           | -           | -           | 41     | 1      |
| 2009-2010        | Sampdoria        | A                | 6          | 0          | CI              | 1               | 0               | -                  | -                  | -                  | -           | -           | -           | 7      | 0      |
| Totale Sampdoria | Totale Sampdoria | Totale Sampdoria | 101        | 9          |                 | 18              | 0               |                    | 8                  | 0                  |             |             |             | 127    | 9      |
| 2010-2011        | Atletico Roma    | C1               | 20+4       | 3          | -               | -               | -               | -                  | -                  | -                  | -           | -           | -           | 27     | 3      |
| Totale carriera  | Totale carriera  | Totale carriera  | 391        | 32         |                 | 42              | 3               |                    | 10                 | 0                  |             | -           | -           | 443    | 35     |

### Statistiche da allenatore

#### Club
Statistiche aggiornate al 30 giugno 2016.
| Stagione        | Squadra         | Campionato      | Campionato | Campionato | Campionato | Campionato | Coppe nazionali | Coppe nazionali | Coppe nazionali | Coppe nazionali | Coppe nazionali | Coppe continentali | Coppe continentali | Coppe continentali | Coppe continentali | Coppe continentali | Altre coppe | Altre coppe | Altre coppe | Altre coppe | Altre coppe | Totale | Totale | Totale | Totale | % Vittorie | Piazzamento |
| Stagione        | Squadra         | Comp            | G          | V          | N          | P          | Comp            | G               | V               | N               | P               | Comp               | G                  | V                  | N                  | P                  | Comp        | G           | V           | N           | P           | G      | V      | N      | P      | %          | Piazzamento |
| --------------- | --------------- | --------------- | ---------- | ---------- | ---------- | ---------- | --------------- | --------------- | --------------- | --------------- | --------------- | ------------------ | ------------------ | ------------------ | ------------------ | ------------------ | ----------- | ----------- | ----------- | ----------- | ----------- | ------ | ------ | ------ | ------ | ---------- | ----------- |
| feb.-giu. 2016  | Martina         | LP              | 11+2       | 2+1        | 4+1        | 5          | CI-LP           | -               | -               | -               | -               | -                  | -                  | -                  | -                  | -                  | -           | -           | -           | -           | -           | 13     | 3      | 5      | 5      | 23,08      | Sub., 16º   |
| Totale carriera | Totale carriera | Totale carriera | 13         | 3          | 5          | 5          |                 | -               | -               | -               | -               |                    | -                  | -                  | -                  | -                  |             | -           | -           | -           | -           | 13     | 3      | 5      | 5      | 23,08      |             |

#### Nazionale
| Squadra            | Naz                | dal                | al                 | Record | Record | Record | Record     | Record | Record | Record | Record |
| G                  | V                  | N                  | P                  | GF     | GS     | DR     | % Vittorie |        |        |        |        |
| ------------------ | ------------------ | ------------------ | ------------------ | ------ | ------ | ------ | ---------- | ------ | ------ | ------ | ------ |
| Italia U-18        | Italia (bandiera)  | 4 agosto 2017      | 31 luglio 2019     | 24     | 10     | 7      | 7          | 45     | 33     | +12    | 41,67  |
| Italia U-20        | Italia (bandiera)  | 1º agosto 2019     | 21 luglio 2020     | 5      | 4      | 1      | 0          | 14     | 7      | +7     | 80,00  |
| Italia U-18        | Italia (bandiera)  | 21 luglio 2020     | 17 luglio 2025     | 39     | 22     | 6      | 11         | 52     | 38     | +14    | 56,41  |
| Totale Italia U-18 | Totale Italia U-18 | Totale Italia U-18 | Totale Italia U-18 | 63     | 32     | 13     | 18         | 97     | 71     | +26    | 50,79  |
| Italia U-17        | Italia (bandiera)  | 17 luglio 2025     | in carica          | 0      | 0      | 0      | 0          | 0      | 0      | +0     | —      |
| Totale             | Totale             | Totale             | Totale             | 68     | 36     | 14     | 18         | 111    | 78     | +33    | 52,94  |

## Palmarès

### Giocatore

#### Club

##### Competizioni giovanili
- Campionato Primavera: 1

Lazio: 1994-1995